# CA Technologies
CA Technologies (NASDAQ: CA Архив на оригинала от 2011-06-29 в Wayback Machine.), преди като CA, Inc. и Computer Associates, Inc., е компания от Fortune 500 и една от най-големите независими софтуерни корпорации в света. Централният ѝ офис се намира на Медисън авеню, Ню Йорк. Компанията създава софтуер, който може да работи в мейнфрейм, разпределени изчислителни системи, виртуализирани среди и среди от тип облак, като този софтуер е инсталиран на по-голямата част от компаниите, включени в Forbes Global 2000.
През 2010 г. CA Technologies анонсира своята стратегия за управление на изчисления в облак на световната CA конференция за потребителите, и сета от продукти за управление на свързани в облак услуги, който адресира възникващите предизвикателства, създадени от облачните технологии.